# Operclipygus sulcistrius
Operclipygus sulcistrius är en skalbaggsart som beskrevs av Sylvain Auguste de Marseul 1870. Operclipygus sulcistrius ingår i släktet Operclipygus och familjen stumpbaggar. Inga underarter finns listade i Catalogue of Life.